# Astelija
Astelija (lat. Astelia), rod visećih oblikovanih trajnica iz porodice astelijevki. Postoji 31 priznata vrsta s juga Južne Amerike, Novog Zelanda, Tasmanije i jugoistočne Australije, Nove Gvineje i nekih otoka u Pacifiku i Indijskom oceanu: Vanuatu, Markižansko otočje, Samoa, Tubuai,  Réunion, Fidži, Mauricijus, Hawaii, Društveni otoci.
Rod je opisan 1810.

## Vrste
1. Astelia alpina R.Br.
2. Astelia argyrocoma A.Heller ex Skottsb.
3. Astelia australiana (J.H.Willis) L.B.Moore
4. Astelia banksii A.Cunn.
5. Astelia chathamica (Skottsb.) L.B.Moore
6. Astelia fragrans Colenso
7. Astelia graminea L.B.Moore
8. Astelia grandis Hook.f. ex Kirk
9. Astelia hastata Colenso
10. Astelia hemichrysa (Lam.) Kunth
11. Astelia linearis Hook.f.
12. Astelia menziesiana Sm.
13. Astelia microsperma Colenso
14. Astelia montana Seem.
15. Astelia nadeaudii Drake
16. Astelia neocaledonica Schltr.
17. Astelia nervosa Banks & Sol. ex Hook.f.
18. Astelia nivicola Cockayne ex Cheeseman
19. Astelia papuana Skottsb.
20. Astelia petriei Cockayne
21. Astelia psychrocharis F.Muell.
22. Astelia pumila (J.R.Forst.) Gaudich.
23. Astelia rapensis Skottsb.
24. Astelia samoense (Skottsb.) Birch
25. Astelia skottsbergii L.B.Moore
26. Astelia solandri A.Cunn.
27. Astelia spicata Colenso
28. Astelia subulata (Hook.f.) Cheeseman
29. Astelia tovii F.Br.
30. Astelia trinervia Kirk
31. Astelia waialealae Wawra

## Vanjske poveznice
|  | Zajednički poslužitelj ima još gradiva o temi Astelia |
|  | Wikivrste imaju podatke o taksonu Astelia             |